# Riccardo Cossu
Riccardo Cossu (* 15. Dezember 1982 in Buguma) ist ein italienischer Fußballspieler auf der Position eines Verteidigers.
Zurzeit steht er beim italienischen Fünftligisten AC Bastia 1924 unter Vertrag. Zuvor war er auf Profiebene für die Dritt- bzw. Viertligisten AC Pisa und Alma Juventus Fano 1906 aktiv.